# Los Sims 3: triunfadores
Los Sims 3: Triunfadores (The Sims 3: Ambitions) es la segunda expansión para el videojuego de simulación de vida Los Sims 3. Con esta se agregan nuevas habilidades y carreras. Fue anunciada oficialmente el 4 de marzo del 2010, aunque antes de esa fecha ya se habían difundido algunas imágenes del juego. Una de las nuevas características que trae este disco de expansión es que los jugadores pueden controlar al sim dentro del trabajo, una cosa nueva para la saga Los Sims. Se dice que ésta expansión ha sido sacada a la venta el día 1 de junio del 2010, en conmemoración del primer año en que Los Sims 3 fue lanzado al mercado. También se declaró que a pesar de su relativa similitud con Los Sims 2: Abren Negocios, el concepto es totalmente distinto, ya que en la nueva expansión, los sims interactúan desde sus trabajos y no desde un local el cual administran.

## Jugabilidad
Los Sims 3: Triunfadores tiene una jugabilidad basada en las carreras y la vida profesional de los sims, agregando  profesiones cómo: bomberos, detectives, estilistas, entre otras. En cada carrera será necesario cumplir ciertos requisitos. Por ejemplo, los bomberos necesitan tener una buena relación con sus compañeros y tener su equipo siempre listo. Los detectives requerirán resolver complejos misterios dentro del juego.

## Características
- Por primera vez, podrás controlar las acciones de tu Sim mientras está en el trabajo.
- Conviértete en un héroe o crea el caos como bombero, detective, médico, cazafantasmas, etc.
- Elige cómo quieres que mejore la carrera de tu Sim - ¿trabajarán para el bien o para el mal? ¿seguirán sus instintos creativos? ¿Logrará triunfar como un magnate de los negocios? ¿Evitará responsabilidades convirtiéndose en un vago?
- Las elecciones mientras tu Sim está en el trabajo ya pueden cambiar la ciudad y afectar a otros Sims.
- Modifica la estructura de la ciudad siendo arquitecto o crea modas si eres estilista.
- ¡Disfruta de todas las profesiones y actividades! Domina las artes de la invención, de la escultura, del tatuaje, y usa tus destrezas para ganar Simoleones.
- Se han añadido los Terremotos.
- Una nueva criatura muy esperada de Los Sims anteriores, el robot Servo.
- Los Sims pueden perseguir una variedad de nuevas carreras.
- El trabajo afectará directamente a su estado de ánimo, factores del barrio y otros.
- Los jugadores tienen el control directo de la labor de los Sims.
- Algunos periódicos permiten a los Sims atender demandas de todo el vecindario.
- Se agregará el sub-barrio Twinbrook.
- Nuevos deseos de toda la vida: Descendiente de Da Vinci, Super Estilista, Arquitecto Maestro y Resolver un gran número de casos.
- Nuevos objetos: Extintor, Paquete de detonación, Silla de tatuajes y Cama elástica.
- Se podrá tener una tienda para vender esculturas e inventos, entre otras cosas; hechos por el jugador.
- Los Sims podrán lavar la ropa, habiendo lavadoras y secadoras. Hay una secadora que viene con sorpresa y que al lavar los sims reciben un animotrón muy bueno.
- Nuevos rasgos: Astuto, Concienciado con el medio ambiente, Excéntrico, Dramático.
- Habrá bombas para explotar lo que sea.